# Ferrari 166 Spyder Corsa
Ferrari 166 Spyder Corsa – samochód osobowy produkowany przez włoskie przedsiębiorstwo Ferrari w latach 1948-1950.
Karoseria tego modelu skonstruowana została w oparciu o dwie rury, stalowe podwozie, z aluminiowym poszyciem.

## Dane techniczne modelu Ferrari 166 Spyder Corsa
- V12 2,0 l (1991 cm3), OHC[1]
- Układ zasilania: trzy gaźniki Weber 30 DCF[1]
- Średnica cylindra × skok tłoka: 60,00 x 59,00 mm[1]
- Moc maksymalna: 150 KM przy 7000 obr./min.[1]
- Maksymalny moment obrotowy: b/d
- Prędkość maksymalna: 193 km/h

- Zawieszenie przednie: wahacze poprzeczne i poprzeczny resor piórowy[1]
- Zawieszenie tylne: sztywna oś napędowa na półeliptycznych resorach piórowych[1]